# Boe-OFT
Boe-OFT oftewel Boeing Orbital Flight Test was Boeings eerste orbitale testvlucht met een ruimtevaartuig van het type CST-100 Starliner. Een significant aantal gestelde doelen werd als gevolg van fouten in de software niet behaald. 
De lancering was op 20 december 2019 en werd met een United Launch Alliance Atlas V in de N22-configuratie gelanceerd vanaf Lanceercomplex 41 van het Cape Canaveral Air Force Station. De lancering ging volgens plan. Het bereiken van de baan naar het ISS is echter mislukt waardoor zaken als de volautomatische rendez-vous niet konden worden getest. De motoren van de Starliner werkten, maar werden niet met de juiste timing aangestuurd. De Starliner versnelde naar een stabiele baan om de aarde maar bereikte niet de gewenste baan en werd daarom vervroegd teruggehaald naar de aarde. 
Tijdens en na de vlucht kwamen diverse software- en procedurefouten aan het licht waardoor Boeing zich genoodzaakt voelde om de testvlucht te herhalen.
De vlucht was onderdeel van NASA’s Commercial Crew Development-programma en was de eerste van de twee testvluchten die Boeing moet volbrengen voordat het missionaire Commercial Crew-vluchten mag uitvoeren. 
Aanvankelijk stond de vlucht voor eind april begin mei 2019 gepland, maar in de loop van 2019 werd de vlucht telkens een paar maanden opgeschoven. Een van de redenen dat de vlucht werd uitgesteld was dat lanceerplatform SLC-41 in mei en juni 2019 voor een andere lancering en de daarbij behorende voorbereidingen beschikbaar moest zijn en een kort uitstel te veel tijdsdruk zou opleveren. Daarna bleek de Starliner nog niet helemaal klaar voor de vlucht te zijn.

## Vlucht

### Het plan
De onbemande ruimtevlucht moest naar het ISS gaan en zelfstandig aankoppelen en daar acht dagen blijven (in een eerdere planning was dat vier à vijf dagen maar kerst zit daar nu tussen). Alle systemen zouden daarbij worden getest. Na afkoppeling zou de Starliner aan parachutes op zijn landingskussens landen op de White Sands Missile Range in de woestijn van New Mexico. 
Net als bij SpaceX’ DM1-testvlucht is er een met vijftien sensoren uitgeruste pop in een ruimtepak mee aan boord gegaan. Hiermee worden de krachten gemeten die tijdens de lancering en landing op ruimtevaarders vrijkomen. Boeing heeft deze pop Rosie gedoopt naar Rosie the Riveter. Daarnaast is er een Snoopy-knuffel in een ruimtepak aan boord als zero-G-indicator. Het gebruik van een mascotte als zero-G-indicator is een gebruik dat is overgenomen van het Russische Sojoez-programma en werd ook op de testvlucht van de Crew Dragon gedaan.

#### Het geplande lanceerprofiel
- T- 2,7s: opstarten en ontsteken van de RD-180-hoofdmotor
- T 0: ontsteking van twee AJ-60 vaste-brandstofboosters, activering van explosieve schroeven (waarmee de raket aan het lanceerplatform vast zit) gevolgd door lift off
- T+ 12s roll-beweging
- afbuiging in de richting van de gewenste baan.
- T+ 41s Max-Q
- T+ 1m06s doorbreken van de geluidsbarrière
- T+ 2m21s afwerpen van de uitgebrande SRB’s
- T+ 4m29s: MECO, het uitschakelen van de eerste trap.
- T+ 4m35s: afwerpen van de eerste trap
- T+ 4m41s: afwerpen van de neuskap van de Starliner.
- T+ 4m45: start van de twee RL-10-motoren van de Centaur-trap (tweede trap)
- T+ 5m05s: afwerpen van de aeroskirt
- ~T+ 12m: SECO, de motoren van de Centaur worden uitgezet en de raket is in een suborbitale vlucht die een passieve noodlanding voor de kust van Australië mogelijk maakt.
- T+ 14m56s: Starliner koppelt los van de Centaur in een suborbitaal traject
- T+ 31m Starliner start zijn vier RS-88-motoren om zichzelf naar de orbitale baan van het ISS te laten versnellen.
- ~T+ 25h: eerste poging tot aankoppeling bij het ISS

### Voorbereiding
Atlas V AV-080 en de tweemotorige Centaur waren een half jaar tevoren op Cape Canaveral gearriveerd. De Starliner werd daar vlakbij in de C3PF op het Kennedy Space Center gebouwd.
Op 17 oktober 2019 werd de capsule op de servicemodule gemonteerd.
Op 4 november werd de vereiste Pad Abort-test uitgevoerd. Het falen van een van de parachutes vormt geen belemmering voor de Orbital Flight Test.
Op 5 november 2019 werd de eerste trap van de Atlas V-raket in de assemblagehangar van lanceercomplex SLC-41 geplaatst.
Op 7 november 2019 werden de brandstoftanks van de Starliner gevuld.
Op 9 november waren ook de Centaur en de vaste-brandstofboosters met de eerste trap van de Atlas V geïntegreerd. De akoestische rok (backward skirt), die moet voorkomen dat de raket tijdens de vlucht gaat resoneren, bleek al op de Centaur te zijn geplaatst.
In de vroege ochtend van 21 november 2019 verliet de Starliner de C3PF op een rupsvoertuig, om naar de Vertical Integration Facility van SLC-41 gebracht te worden en later op de dag op de Atlas V-raket te worden geplaatst.
Op 3 december 2019 werd de Atlas V-N22 met Starliner naar het lanceerplatform gereden voor de matingrest en generale repetitie. De generale repetitie wordt bij een Atlas V-raket zonder statische start uitgevoerd. SpaceX heeft na onderzoek aangegeven dat de uitstoot van de stuwers van de Starliner geen problemen opleveren voor de zonnepanelen van hun Dragon-bevoorradingscapsule die voor missie CRS-19 dicht bij de IDA-poort van de Starliner zal zijn aangekoppeld aan het ISS. Ook werd de geplande lanceerdatum  van 17 naar 19 december verschoven. 
De generale repetitie werd van 5 naar 6 december verplaatst in verband met de eveneens een dag uitgestelde lancering van missie CRS-19 op het nabijgelegen Lanceercomplex 40.
Op 12 december hielden NASA en Boeing de Flight Readiness Review waarmee de vluchtwaardigheid van ontwerpen van Starliner, Atlas-V en aanverwante systemen definitief werd goedgekeurd. Alle systemen waren “go” waarmee kon worden doorgegaan met het werken naar de lancering.
Op 14 december werden de brandstoftanks van de Starliner gevuld.
Op 18 december was de definitieve rollout van de Atlas-Starliner naar de lanceerplaats.

### Lancering

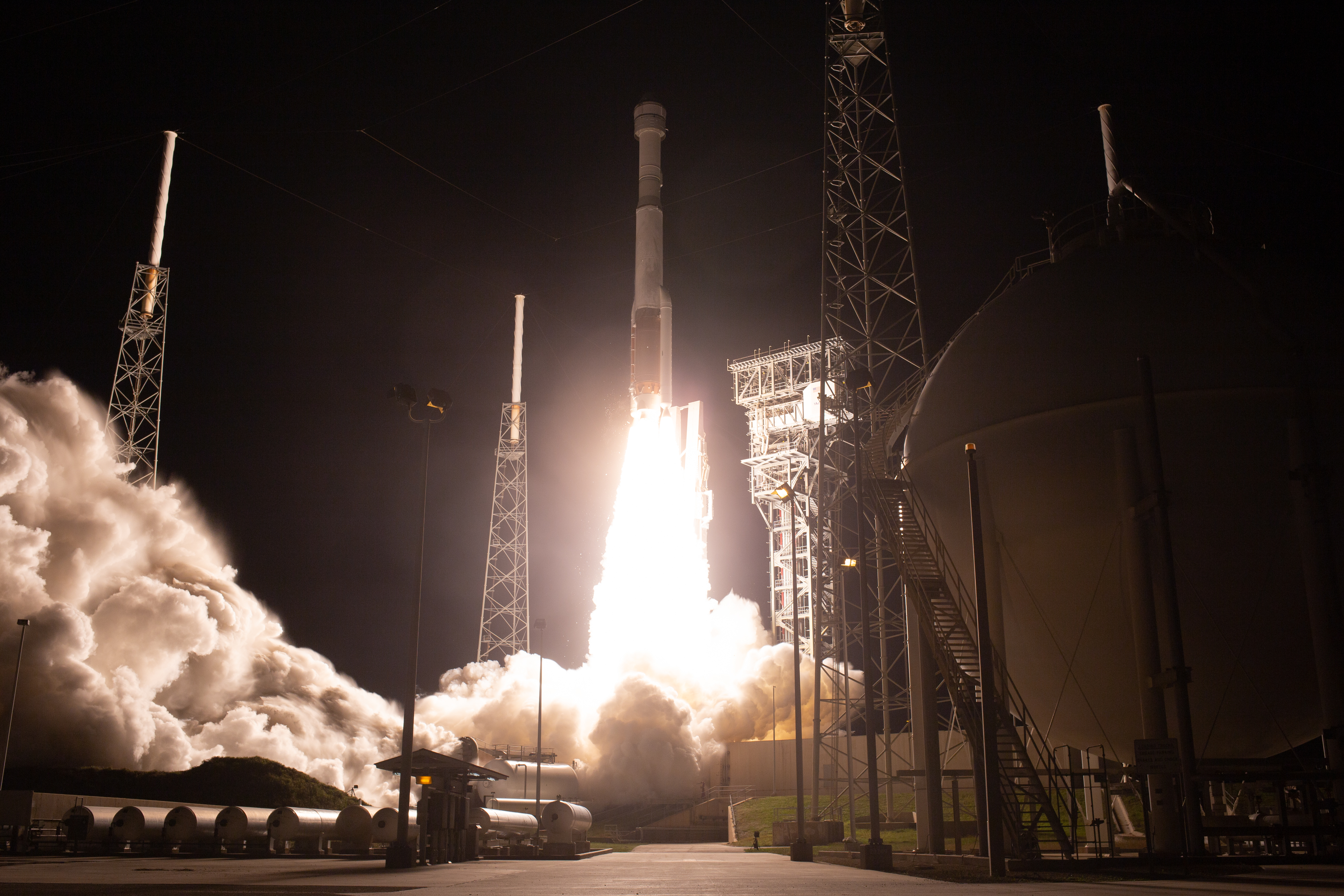
lancering vanaf SLC-41

De Atlas V steeg om 11:36 UTC op vanaf Cape Canaveral SLC-41. De raket werkte perfect hoewel het 14 jaar geleden was dat er voor het laatst een tweemotorige Centaur vloog en de Atlas V nog niet eerder met de aerodynamica zonder de gebruikelijke neuskegel was opgestegen. Ook het veel lagere traject naar de ruimte met een versnelling van maximaal 3,5 g was nieuw voor dit rakettype. Bij het lanceren van satellieten is de versnelling namelijk een stuk hoger en het traject een stuk steiler.

### Problemen
De Orbit Insertion Burn (OIB) ging mis waardoor de Starliner meer brandstof dan verwacht gebruikte. Enkele uren later meldde NASA-directeur Jim Bridenstine dat Boeing de Starliner onder controle had, het ruimteschip in een stabiele baan om de aarde verkeerde en de motoren op dat moment naar behoren werkten. Nadering van het ISS was echter uitgesloten.  
Het mislukken van de OIB was het gevolg van een fout in de timing van de automatisering die niet synchroon liep met de timing van de werkelijke lancering waardoor de boordcomputer geen rekening hield met de daadwerkelijke positie van het ruimteschip. De klok die die timing regelt had normaliter door de afkoppeling van de Atlas moeten worden gestart, maar liep om een nog onduidelijke reden elf uur achter. Een handmatige overruling die zeven minuten na de geplande OIB vanuit het Mission Control-centrum werd verstuurd, kwam te laat maar bracht de Starliner wel naar een stabiele baan om de aarde.  
Als er astronauten aan boord waren geweest dan hadden die waarschijnlijk tijdig kunnen ingrijpen, aldus NASA-directeur Jim Bridenstine tijdens de post-launch-persconferentie.  
Boeing heeft de Starliner diezelfde dag naar een baan gemanoeuvreerd van waaruit binnen 48 uur een landingstraject naar White Sands kon worden ingezet. 

### Vervroegde landing
Op 22 december werd met succes de landing ingezet. Om 12:58 UTC landde de capsule zonder verdere problemen op zijn luchtkussens op de White Sands Missile Range. Ondanks de problemen was bij de landing volgens Boeing ‘zeker zestig procent van de doelen al gehaald. Dat wordt na het uitlezen van de data tachtig, mogelijk zelfs negentig procent’. Het meest kritieke doel was de terugkeer en de landing.
Op de dag van de landing mocht Sunita Williams de Starliner een naam geven. Zij koos voor Calypso, naar het schip van de diepzeeonderzoeker Jacques-Yves Cousteau.

## Na de vlucht
Op 15 januari 2020 was de Calypso terug in de C3PF op het Kennedy Space Center waar verder onderzoek naar de oorzaak van het achterlopen van de systeemklok wordt gedaan en de capsule wordt opgeknapt voor hergebruik.
Er zijn twee onderzoeken opgestart. Het eerste onderzoek was gericht op de reden van het achterlopen van de systeemklok. Het tweede onderzoek moet vaststellen of er uit de data blijkt dat de Starliner veilig genoeg is om over te gaan tot een bemande testvlucht Boe-CFT of dat er nog een onbemande testvlucht moet plaatsvinden.
Op 21 januari 2020 meldde website ARS Technica dat een anonieme bron bij NASA heeft gemeld dat NASA een mogelijke afwijkingen in het functioneren van de motoren van de servicemodule onderzoekt. Minimaal 8 van die stuwers (hoofdmotoren en stuurmotoren) zouden niet op ieder moment naar behoren hebben gefunctioneerd. Daarna kwam naar buiten dat er tijdens de vlucht nog een fout in de software werd ontdekt en gerepareerd. Door die fout zou de servicemodule na afkoppeling ongecontroleerd de verkeerde motoren gevuurd kunnen hebben waardoor deze in botsing met de capsule had kunnen komen en daardoor het hitteschild onklaar had kunnen maken.
Op 26 februari 2020 bleek dat Boeing voor de vlucht geen integrale software- en hardwaretest met de draagraket had uitgevoerd. Op een persbriefing twee dagen later gaf Boeing aan de software nog veel en uitgebreid te zullen testen. De beslissing of de Orbital Flight Test over moet zou Boeing aanvankelijk aan NASA overLaten.
In maart had Boeing 49 tekortkomingen in hun testprotocollen geïdentificeerd en 61 correcties (zowel bedrijfsmatig als in Starliner zelf) doorgevoerd. Op 6 april 2020 gaf Boeing op eigen initiatief aan nog een onbemande testvlucht te zullen uitvoeren. Op 7 juli 2020, na afronding van het onderzoek van NASA en Boeing, was het aantal door te voeren aanpassingen opgelopen van 61 naar 80. 21 van die aanpassingen behelzen meer tests, tien meer controle, 35 het betrekken van meer veiligheidsexperts, zeven betreffen aanpassingen in de software om de problemen met de systeemklok en de servicemodule op te lossen en zeven aanpassingen zijn bedoeld om het rapporteren van veiligheidsproblemen te verbeteren. Een richtdatum voor vlucht OFT-2 was er nog niet.

## Wetenswaardigheden
- De geplande lanceerdatum was in de maanden voor de vlucht verschoven van maart 2019 naar december 2019.
- De Centaur-trap was de eerste tweemotorige Centaur die sinds de uitfasering van de Atlas III in 2005 wordt gelanceerd.
- De raket was de 80e Atlas V die werd gebouwd, en de 81e lancering van een Atlas V.
- Boeing had in 2019 niet alleen te kampen met softwareproblemen in de Starliner. In hun vliegtuig 737 MAX hadden softwarefouten twee fatale ongelukken veroorzaakt. De software van beide voertuigen was echter niet door hetzelfde team geschreven. Boeing Space is vrijwel los van de vliegtuigbouwdivisies georganiseerd. Kort na de landing van Boe-OFT trad Dennis Muilenberg, de toenmalige CEO van Boeing echter wel af wegens alle ontstane problemen en verloren vertrouwen in het bedrijf. Daarbij waren de problemen met de 737 MAX bovenliggend en werd de Starliner niet genoemd.